# Зайцев, Константин Владимирович
Константи́н Влади́мирович За́йцев (20 мая 1976, Днепропетровск) — украинский гребец, выступал за сборную Украины по академической гребле в конце 1990-х — начале 2010-х годов. Чемпион Европы, многократный победитель и призёр этапов Кубка мира, регат национального значения, участник двух летних Олимпийских игр. На соревнованиях представлял спортивный клуб «Метеор», мастер спорта международного класса.

## Биография
Константин Зайцев родился 20 мая 1976 года в Днепропетровске, Украинская ССР. Активно заниматься академической греблей начал в раннем детстве, проходил подготовку в местном спортивном клубе «Метеор», в разное время тренировался под руководством таких специалистов как Анатолий Шишканов, Дмитрий Краснобрижий, Николай Довгань, Владимир Опальник.
Первого серьёзного успеха добился в 1997 году, когда попал в основной состав украинской национальной сборной и побывал на чемпионате мира во французской Савойе, где занял девятое место в зачёте парных двухместных экипажей. Два года спустя в той же дисциплине пробился в финалы на этапах Кубка мира и финишировал седьмым на мировом первенстве в канадском Сент-Катаринсе. Благодаря череде удачных выступлений удостоился права защищать честь страны на летних Олимпийских играх 2000 года в Сиднее, вместе с напарником Константином Проненко дошёл до утешительного финала «Б» и расположился в итоговом протоколе на одиннадцатой строке.
В 2001 году в парных четвёрках Зайцев выиграл серебряную медаль на этапе Кубка мира в Вене и золотую на этапе в Мюнхене, при этом на чемпионате мира в швейцарском Люцерне был четвёртым, немного не дотянув до призовых позиций. В следующем сезоне его четвёрка первенствовала на всех трёх этапах мирового кубка, тогда как на мировом первенстве в испанской Севилье он вновь стал четвёртым, остановившись в шаге от пьедестала. Затем в его карьере наступил некоторый спад, из всех кубковых заездов только на одном этапе смог взять бронзу, а в программе двоек чемпионата мира в Милане разместился лишь на двадцать первой позиции. На чемпионате мира 2005 года в японском Кайдзу финишировал в одиночных лодках тринадцатым, год спустя на первенстве мира в Итоне занял в двойках одиннадцатое место.
На чемпионате Европы 2008 года в Афинах Константин Зайцев выиграл бронзу в одиночках, через год в четвёрках завоевал золотую медаль на первенстве Европы в белорусском Бресте и был восьмым на мировом первенстве в польской Познани. В 2010 году на европейском чемпионате в португальском городе Монтемор-у-Велью боролся за медали в одиночках, тем не менее, занял здесь тринадцатое место. Через год в четвёрках выступал на чемпионате Европы в болгарском Пловдиве и на чемпионате мира на Бледском озере в Словении, в первом случае показал пятый результат, во втором одиннадцатый. Позже участвовал в Олимпийских играх 2012 года в Лондоне — с четырёхместным парным экипажем, куда также вошли гребцы Владимир Павловский, Сергей Гринь и Иван Довгодько, дошёл до утешительного финала «Б» и расположился в итоговом протоколе на девятой строке.
Вскоре после лондонской Олимпиады Константин Зайцев принял решение завершить карьеру профессионального спортсмена, уступив место в сборной молодым украинским гребцам. За выдающиеся спортивные достижения удостоен почётного звания «Мастер спорта Украины международного класса».